# Rozivský rajón
Rozivský rajón (ukrajinsky Розівський район) byl rajón v Záporožské oblasti na Ukrajině. Hlavním městem byla Rozivka a rajón měl přibližně 8 800 obyvatel. 

## Sídla v rajónu
- Rozivka